# Mamzer
Mamzer (hebrejsky ממזר‎) je podle halachy osoba narozená z určitého typu vztahů, které jsou Židům zakázané. Konkrétně děti, které měla žena s mužem jiným než je její manžel (dopustila se cizoložství), nebo děti vzešlé z incestu, jak jej definuje halacha.
Status mamzera se také dědí, tj. dítě mamzera (nezáleží na tom, zda to byla matka nebo otec) je také mamzer. Mamzer je plnoprávným Židem, ale nemůže vstoupit do manželství s jiným Židem než také mamzerem nebo konvertitou k judaismu.